# David S. Dixon
David S. Dixon född 1947 i Pontiac, Michigan ,är en amerikansk astronom. Han är verksam vid White Sands Missile Range.
Minor Planet Center listar honom som D. S. Dixon och som upptäckare av 25 asteroider.
Asteroiden 51741 Davidixon är uppkallad efter honom.

## Asteroider upptäckta av David S. Dixon
| 15056 Barbaradixon                        | 28 december 1998 |
| 19718 Albertjarvis                        | 5 november 1999  |
| 31442 Stark                               | 7 februari 1999  |
| 38540 Stevens                             | 5 november 1999  |
| 60186 Las Cruces [A]                      | 13 november 1999 |
| 66661 Wallin                              | 2 oktober 1999   |
| 71556 Page                                | 27 februari 2000 |
| 90463 Johnrichard                         | 14 februari 2004 |
| 120074 Bass                               | 1 mars 2003      |
| (135991) 2002 UY35                        | 31 oktober 2002  |
| 144362 Swantner                           | 26 februari 2004 |
| (147373) 2003 EB                          | 1 mars 2003      |
| (186740) 2004 CR39                        | 14 februari 2004 |
| (202173) 2004 WA1                         | 18 november 2004 |
| (226960) 2004 VX71                        | 11 november 2004 |
| (241520) 2009 FR47                        | 29 mars 2009     |
| (334697) 2003 DX7                         | 23 februari 2003 |
| (352076) 2006 WN130                       | 26 november 2006 |
| (364314) 2006 UV62                        | 22 oktober 2006  |
| (367030) 2006 CC10                        | 4 februari 2006  |
| Upptäckt tillsammans med: A Janet Stevens |                  |